# جبيري ميمن
جُبيري ميمن (بالأردية: میمن؛ بالسندية: ميمڻ)،هي مجموعة عرقية تقيم في مقاطعة السند بباكستان. يتحدثون اللغة السندية والكاشية. يمتهنون بشكل رئيسي الزراعة، في حين يميل المتعلمون منهم إلى أن يكونوا رجال أعمال أو الفلاحون. يُعتقد عمومًا أنهم من أحفادالجيش الذي كان في الجناح الأيمن لقوات محمد بن القاسم التي فتحت السند.
وكلمة ميمن تحريف لكلمة مؤمن اللغة العربية، وتعود أصولهم إلى عدن في اليمن، وقد جاءوا مع جيش محمد بن القاسم.